# 安全地帯VI LIVE 〜月に濡れたふたり〜
『安全地帯VI LIVE 〜月に濡れたふたり〜』(あんぜんちたいシックス・ライブ 〜つきにぬれたふたり〜)は、日本のロックバンドである安全地帯の5作目のライブ・アルバム。
2005年11月9日にユニバーサルミュージックより発売された。

## 解説
ライブ・アルバムとしては、前作『ONE NIGHT THEATER 1985』（1998年）から約7年振りの発売となる。
1988年7月6日、7日の2日間に、日本武道館で行われたツアー・ファイナルの模様を収録。
本作以降のライブ・アルバムは、すべてユニバーサルミュージックからの発売となっている。

## 収録曲

### Disc.1
1. 「We're alive」
2. 「どーだい」
3. 「こしゃくなTEL.」
4. 「恋の予感」
5. 「プルシアンブルーの肖像」
6. 「好きさ」
7. 「Friend」
8. 「海と少年」
9. 「パレードがやってくる」
10. 「エクスタシー」
11. 「碧い瞳のエリス」
12. 「青空」
13. 「風」
14. 「星空におちた涙」

### Disc.2
1. 「月に濡れたふたり」
2. 「悲しきコヨーテ」
3. 「No Problem」
4. 「熱視線」
5. 「夢になれ」
6. 「じれったい」
7. 「今夜はYES」
8. 「Too Late Too Late」
9. 「ワインレッドの心」
10. 「真夜中すぎの恋」
11. 「I Love Youからはじめよう」
12. 「悲しみにさよなら」
13. 「ほゝえみ」
14. 「あなたに」

## チャート
| チャート         | 最高順位 | 登場週数 | 売上数  |
| ---------------- | -------- | -------- | ------- |
| 日本（オリコン） | 99位     | 2回      | 0.3万枚 |

## リリース日一覧
| No. | リリース日    | レーベル                 | 規格    | カタログ番号 | 備考 | 出典        |
| --- | ------------- | ------------------------ | ------- | ------------ | ---- | ----------- |
| 1   | 2005年11月9日 | ユニバーサルミュージック | 2枚組CD | UPCY-6074～5 |      | [ 1 ] [ 2 ] |